# Tres Zapotes
Tres Zapotes es un sitio arqueológico de Mesoamérica, situado en las tierras bajas del golfo de México en la llanura del río Papaloapan, ubicado en el municipio de Santiago Tuxtla, Veracruz. Tres Zapotes fue un importante sitio durante el apogeo de la cultura olmeca, contemporáneo a La Venta, y después se desarrollaron ahí las culturas epiolmeca y la cultura del centro de Veracruz. Una de las ciudades cercanas era La Venta, al sur y, al norte, Cempoala. La cultura olmeca se desarrolló desde el Preclasico alrededor del año 2500 a. C. al 400 a. C.

## Localización
El sitio está situado cerca del cerro de la Estrella en las montañas donde también están sitios como La Venta, San Lorenzo y Laguna de los Cerros. Todos estos sitios tienen orientaciones y diseño similares.

## Descubrimientos importantes
La primera cabeza de estilo olmeca fue descubierta por José Melgar en Tres Zapotes en 1862. Hasta la fecha, se han encontrado solo dos, etiquetadas como «monumento A» y «monumento Q». Más pequeñas que las cabezas colosales de San Lorenzo, miden menos de 1.5 metros de alto. Estas dos esculturas se fechan a partir de los períodos formativos temprano y medio, pero la ocupación en este sitio durante este tiempo es confusa.
En los últimos períodos formativos, los arqueólogos creen que el sitio consistió en cuatro colinas artificiales que medían 18 metros de alto. Rodeaban amplias plazas tres de ellas, en un área con un tamaño de cerca de 2 kilómetros cuadrados. La cuarta está a 2 kilómetros al noroeste de sistema principal de colinas.
La mayor parte de la escultura proveniente de Tres Zapotes data de los últimos períodos formativos. Las semejanzas estilísticas de las esculturas implican un cierto grado de comunicación y continuidad dentro de la civilización olmeca. Por ejemplo, el monumento 2 de Izapa y la estela D de Tres Zapotes estaban geográficamente orientadas a 500 kilómetros y comparten semejanzas artísticas. El parecido más evidente es que las dos escenas se desarrollan dentro de la boca de un jaguar. El estilo similar en el arte conduce a los arqueólogos a creer que los dos grupos vivieron a través de un istmo compartido en la tradición lingüística olmeca y hablaron dialectos de la rama mixe-zoque. También, se cree que dichas variantes pudieron haber conducido a la escritura maya.

### Estela C

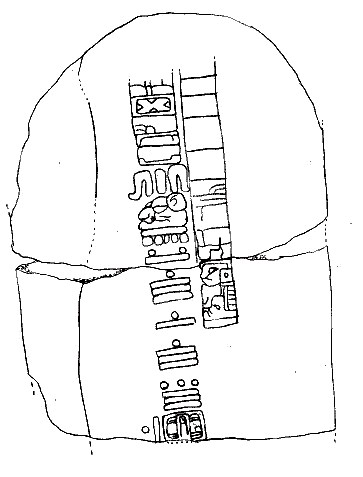
Estela C de Tres Zapotes.

En 1939, el arqueólogo Matthew Stirling descubrió en Tres Zapotes la mitad inferior de la denominada estela C. Está estela fue tallada la cola en el museo , por un lado contiene una pintura de un ser-jaguar abstracto. En el otro lado está la fecha en numeración maya más antigua hasta el momento descubierta. Esta fecha, 7.16.6.16.18, se corresponde en el calendario actual al 3 de septiembre del 32 a. C, aunque existió una cierta controversia sobre el primer dígito, que faltaba, con Stirling asumiendo era un “7”. Su presunción fue validada en 1969 cuando la mitad superior fue encontrada.
Desde 1939, solamente una fecha más antigua se ha descubierto, en la estela 2 de Chiapa de Corzo, Chiapas, con una fecha de 7.16.3.2.13 (36 a. C.)
La parte posterior de la estela C tiene grabados de lo que se cree se trata de escritura epiolmeca.

## Museo de Tres Zapotes
El museo del sitio de Tres Zapotes se ubica en Santiago Tuxtla, Veracruz, en la comunidad de Tres Zapotes; fue inaugurado en 1974.
Se exhiben los monolitos de la cultura olmeca que se han encontrado a lo largo de los años, encontrados principalmente en expediciones realizadas por Matthew Stirling a partir de 1936; inspirado por José María Melgar y Serrano. 
José Melgar publicó un artículo en 1869 con ilustraciones lo que llamó la atención de arqueólogos de diferentes partes del mundo. 
En el museo se puede encontrar una exhibición permanente de piezas que fueron elaboradas por la cultura madre, entre ellas cabezas colosales, estelas, tiestos, etc. En la remodelación que se realizó en el 2007 por el gobierno del estado de Veracruz y el Instituto Nacional de Antropología fueron añadidas las tumbas olmecas. La pieza más destacada del museo es la Estela C, pues se cree que en ella hay una fecha que podría determinar con mayor certeza la antigüedad de la cultura olmeca.
En 1889 George Frederick Kunz registró un artículo sobre la pieza conocida como El hacha de Kunz, reconocida por su singular forma híbrida de jaguar y humano. En 1906 Eduard Seler volvió a confirmar la existencia de una cabeza colosal, la reportada por José Melgar. En 1932 Albert Weyerstall registró la misma cabeza colosal. Se iniciaron entonces investigaciones dirigidas por Matthew Stirling que concluyeron en 1940.